# Alt-Frankfurt

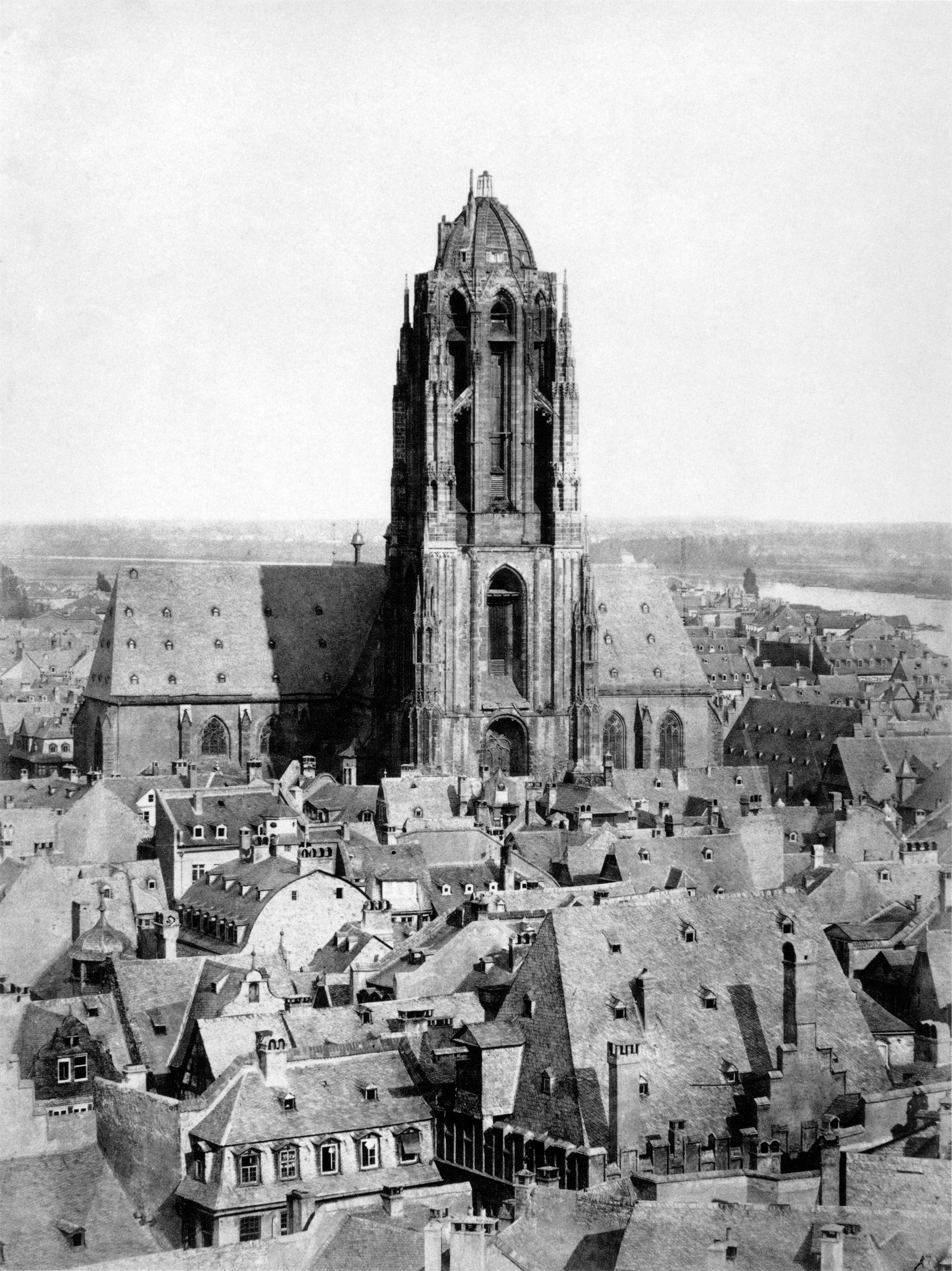
Alt-Frankfurt

Alt-Frankfurt ist eine Komödie in Frankfurter Mundart von Adolf Stoltze. Die Uraufführung fand 1887 in Frankfurt am Main statt. Die Spieldauer beträgt ca. drei Stunden.
Das Stück spielt in der Freien Stadt Frankfurt am Main um 1860, vor der Annexion durch Preußen. Ort der Handlung sind abwechselnd die Altstadt, Sachsenhausen sowie der Frankfurter Stadtwald am Wäldchestag.

## Handlung

### Erstes Bild

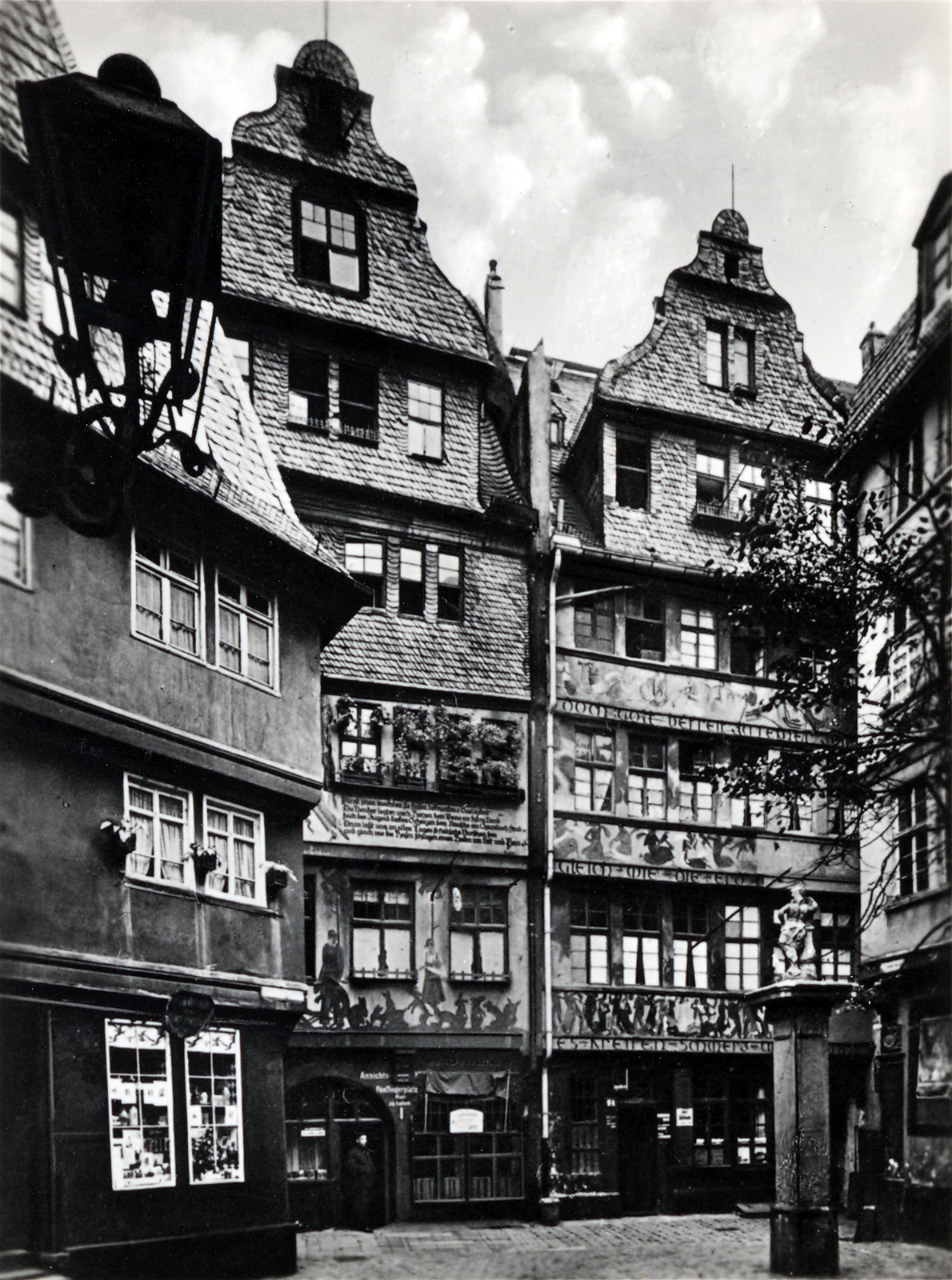
Typische Frankfurter Altstadthäuser

Heinrich, Sohn der angesehenen Frankfurter Kaufmannsfamilie Muffel, hat sich in Lorchen, Tochter der verwitweten Sachsenhäuser Gemüsegärtnerin Funk, verliebt. Sein Vater plant jedoch, ihn mit der achtzehnjährigen Agathe, Tochter seines verstorbenen Geschäftspartners Schnippel, zu verheiraten. Er bespricht die nötigen Arrangements für die Verlobung mit der Witwe Schnippel, seiner Teilhaberin.
Heinrich schreibt mehrere Geschäftsbriefe und einen Brief an Lorchen. Er beauftragt den Lehrbub Schnuckes, sie zu überbringen. Schnuckes verwechselt die Briefe jedoch, zudem kopiert er sie ins Journal des Handelshauses, weil Heinrich ihm vorher eingeschärft hatte, keine unkopierten Briefe aus dem Haus zu lassen. Muffel schöpft Verdacht, als er diese Kopie liest; sein Verdacht erhärtet sich, als Schnuckes mit einer Mitteilung von „einer jungen Hockin am Römerberg“ zurückkommt.

### Zweites Bild
Frau Muffel lässt sich in ihrer Wohnung von Theophil Haspel frisieren. Der Friseur erzählt von seiner Leidenschaft für das Theater und berichtet, dass er Heinrich Muffel schon oft beobachtet habe, wie er stundenlang in der Sachsenhäuser Klappergasse in Sturm und Regen stehe. Muffel kommt hinzu und findet seine schlimmsten Befürchtungen bestätigt – sein Sohn hat eine Bekanntschaft mit einer Sachsenhäuser Gemüsehockin! Gemeinsam beschließt man, diese Verbindung auseinanderzubringen.
Agathe kehrt mit der Bahn aus der Höheren Töchterschule heim. Der alte Muffel und ihre Mutter versuchen eine Gelegenheit herbeizuführen, bei der sie allein mit Heinrich zusammentreffen kann. Die beiden grüßen sich jedoch nur flüchtig. Stattdessen trifft sie auf Haspel, und beide entdecken ihre gemeinsame Liebe für das Theater. Haspel spielt ihr eine Szene aus der geplanten Aufführung der Räuber von Schiller vor, in der er den Franz Moor geben soll. Als er vor Agathe kniend leidenschaftlich deklamiert: „Franz, der Beneidete, der Gefürchtete, erklärt sich freiwillig für Amalies Sklaven“, tritt Muffel herein. Er verkennt die Situation und wirft den „Barickemachergesell“ hinaus.

### Drittes Bild

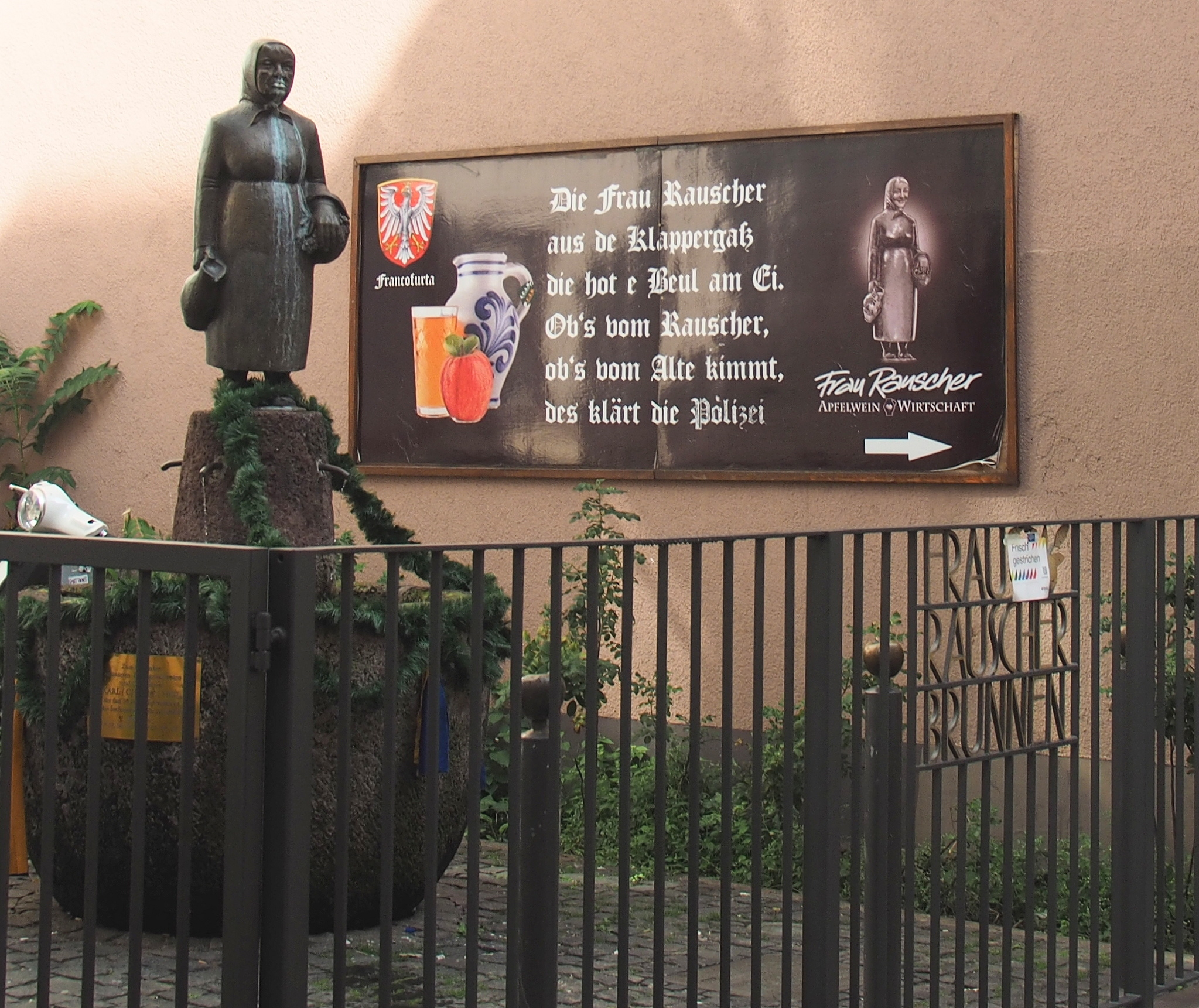
Denkmal der Frau Rauscher aus der Klappergasse

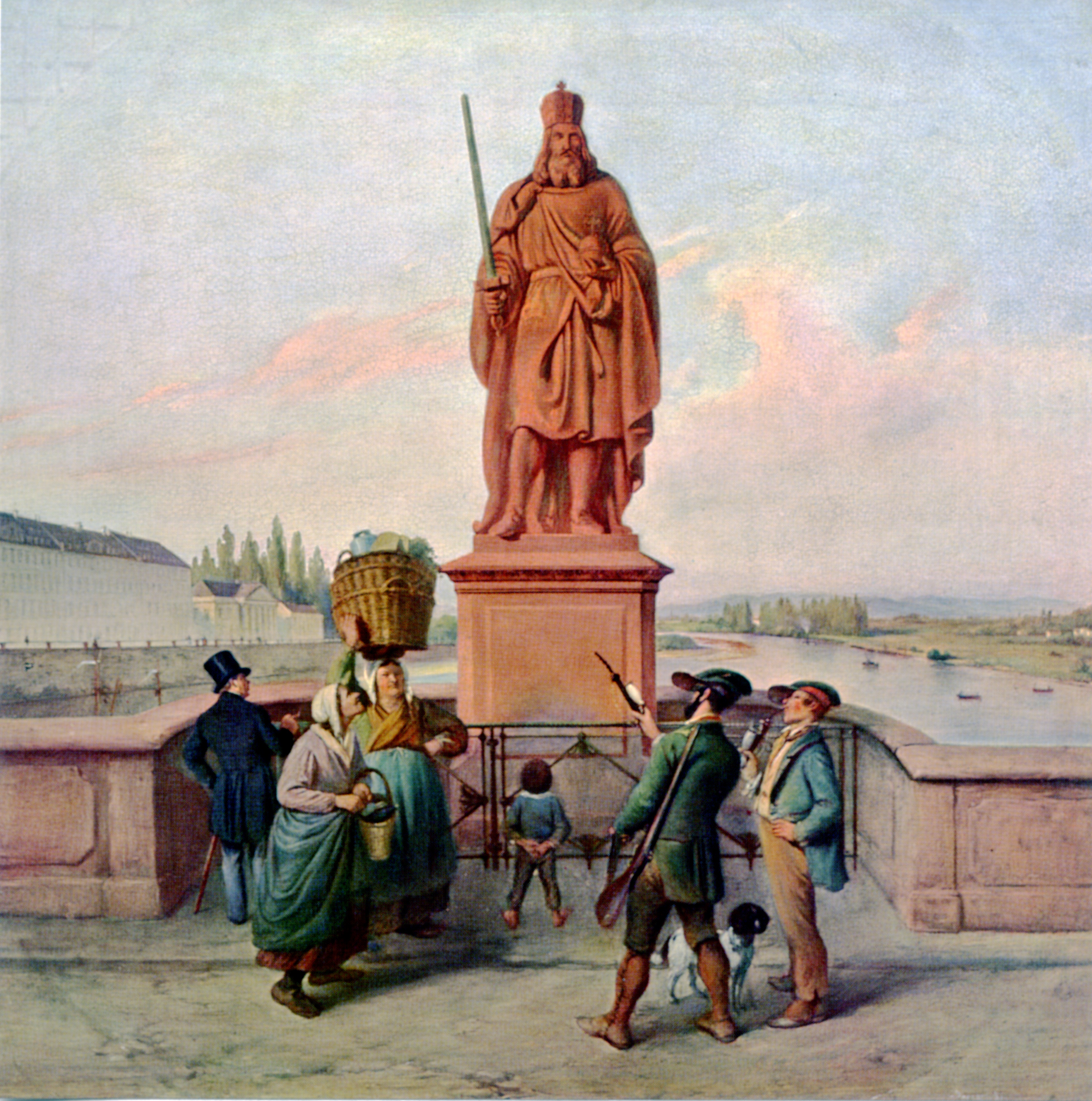
Das Standbild Kaiser Karls auf der Mainbrücke

Lorchen sitzt am Sonntag vor der Tür und putzt Gemüse. Babette Strampel kommt hinzu und erzählt ihr von den Kalamitäten, in die Heinrich durch die Ankunft Agathes geraten ist. Lorchen jedoch ist sich Heinrichs Liebe gewiss.
Muffel tritt auf und versucht die Bekanntschaft Lorchens zu machen. Er gibt sich als Friseur namens Brenneisen aus und erklärt, Heinrichs bester Freund zu sein. Das freundliche Lorchen gefällt ihm weit besser, als er sich eingestehen will; als sie geht, um ihm einen Schoppen Apfelwein zu holen, sagt er zu sich: „E ganz nett Mädche, da haaßt's sich zesammenemme, wann mer grob sei will!“
Lorchen bringt den Apfelwein und erzählt unbefangen von ihrer Liebe zu Heinrich. Muffel ist sichtlich beeindruckt.
Als Lorchen ihn bittet, ihr die Haare zu frisieren, gerät er in Verlegenheit. Seine Lage wird noch komplizierter, als er seine Frau entdeckt, die von hinten in den Hof eintritt. Im letzten Augenblick kann er sich unerkannt im Keller verstecken.
Frau Muffel trifft auf Lorchen und ihre Mutter, die gerade vom Feld nach Hause kommt. Frau Muffel versucht der Witwe Funk ins Gewissen zu reden, dass die Verbindung zwischen ihrer Tochter und dem Sohn einer gebildeten Kaufmannsfamilie nicht in Frage kommen könne. Dabei gerät sie jedoch an die falsche: Frau Funk erteilt ihrem Hochmut eine grobe Abfuhr, wie sie nur von einer Sachsenhäuser Gemüsegärtnerin kommen kann. Frau Muffel räumt das Feld und muss sich hinterherrufen lassen: „Komme se unner kaan Schubkarrn! Un wann Ihne die Brick net braat genug is, kann jo der Kaiser Karl aus dem Weg gieh.“
Lorchen ist verzweifelt, lässt sich jedoch bald trösten, als Heinrich dazu kommt und mitteilt, dass sein Vater noch im Haus sein muss. Gemeinsam mit den Gästen, die am Abend zum Apfelwein erscheinen, sucht man nach ihm. Plötzlich klopft es an der Kellertür von innen. Die Gesellschaft fürchtet ein Gespenst und flüchtet erschrocken, doch es erscheint nur der alte Muffel.

### Viertes Bild

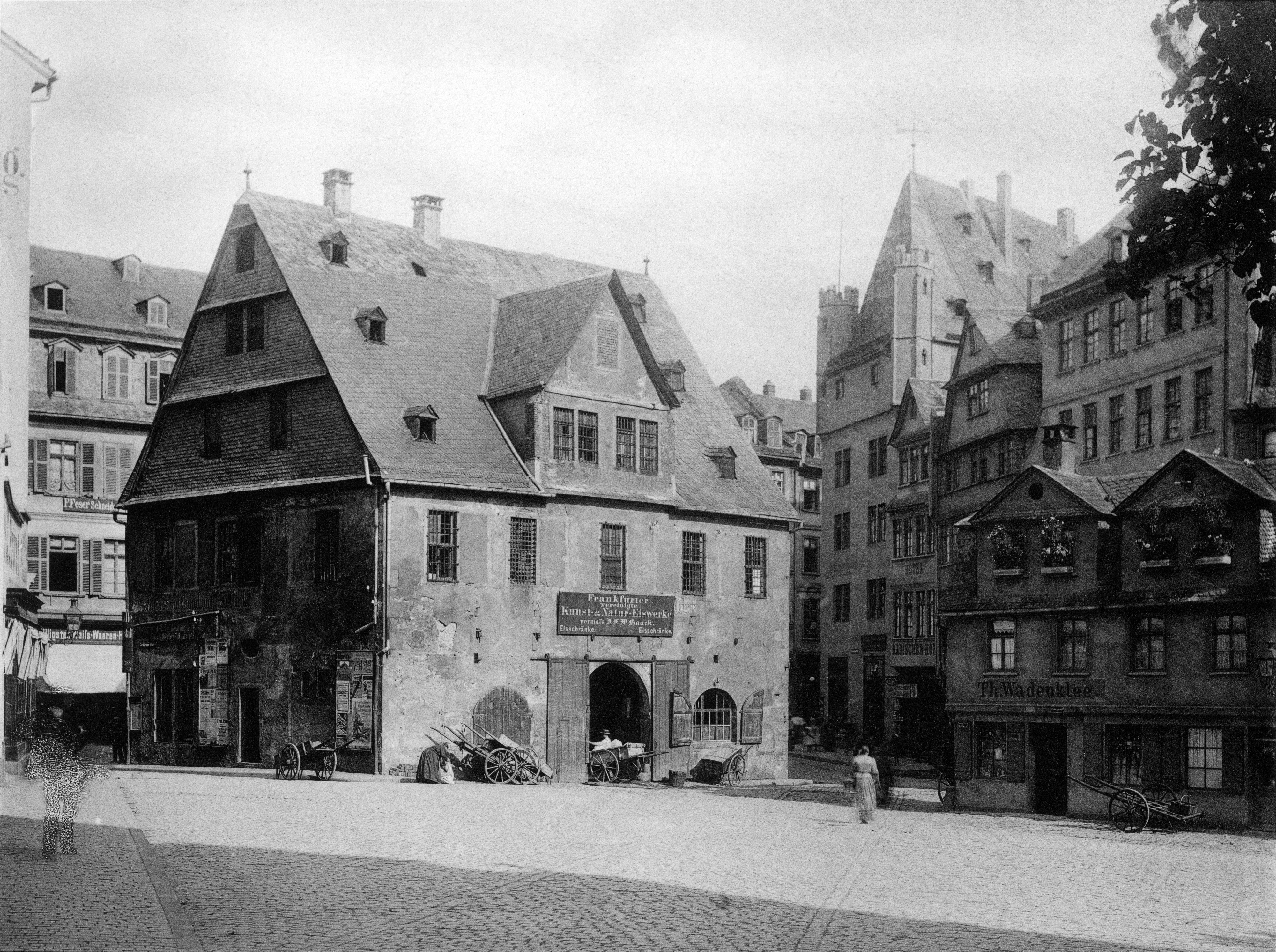
Die Mehlwaage, das Alt-Frankfurter Schuldgefängnis

Purzler, der Direktor einer wandernden Schauspielbühne, hockt trübsinnig im Verlies unter dem Dach der Frankfurter Mehlwaage, wo er wegen seiner Schulden eingesperrt wurde. Er erinnert sich wehmütig an die junge Frau, die er kürzlich in der Eisenbahn traf. Er hat ihr auf gut Glück einen Brief geschrieben – vielleicht kann sie ja sein trauriges Geschick wenden!
Agathe erscheint. Mit pathetischen Worten appelliert er an sie, ihm zur Flucht vor seinen Gläubigern zu verhelfen: „Die Gänse retteten das Kapitol, und Sie, ein Schwan, ein Phönix der Kunst, sollten nichts vermögen?“ Als Gegenleistung verspricht er, ihr zu einem Engagement am Theater zu verhelfen. Die romantische Aussicht auf ein kleines Drama beflügelt Agathe. Sie eilt nach Hause, um Feile und Strick für die Flucht zu besorgen. Purzler triumphiert und rüttelt an seinen Gitterstäben: „Ihr sollt mir nicht lange mehr den Weg zur Freiheit versperren. Schwachheit, dein Name ist Mehlwaage!“
Frau Schnippel tritt auf. Sie hat den Brief Purzlers an Agathe abgefangen und kommt eilends, um ihre Tochter vor Dummheiten zu bewahren und ihr die Leviten zu lesen. Sie erkennt in Purzler ihren ehemaligen Verehrer Fridolin Schlucker, der jedoch wegen seiner desolaten wirtschaftlichen Aussichten vor den strengen Augen ihres Oheims keine Gnade gefunden hatte. Während Fridolin unter dem Künstlernamen Purzler zum Theater ging, heiratete sie den reichen Frankfurter Kaufmann Schnippel.
Während sie in Erinnerungen schwelgen, braut sich draußen ein furchtbares Gewitter zusammen. Der bis auf die Haut durchnässte Muffel – Purzlers Gläubiger, der ihn in den Arrest auf der Mehlwaage hatte sperren lassen – flüchtet sich ins Erdgeschoss. Er will seinem Schuldner ins Gewissen reden. Frau Schnippel erkennt die Stimme ihres Kompagnons und versteckt sich unter einer Kolter.
Muffel stürmt herein und präsentiert seine seit Jahren unbezahlten Rechnungen. Während er auf Purzler einredet, nimmt dieser ihm bereitwillig Hut und Mantel ab, scheinbar um sie ins Erdgeschoss zum Trocknen zu bringen. Stattdessen wirft er sie rasch über und flüchtet aus dem Haus.
Während Muffel den flüchtigen Purzler noch im Erdgeschoss vermutet, tritt der kurzsichtige Dappler auf, der Aufseher der Mehlwaage. Er hält Muffel für seinen Gefangenen und dringt sofort auf ihn ein: Die Besuchszeit sei längst überschritten, die Dame und der Herr sollen umgehend das Haus verlassen. Weil der begriffsstutzige Muffel immer noch nicht versteht, wie ihm geschieht, geraten die beiden in Streit. Da erscheint auch noch Schnuckes und bringt Muffels Hut und Mantel – ein Fremder habe sie im Hause Muffel abgegeben und einen schönen Gruß vom Theaterdirektor Purzler ausrichten lassen. Dappler entdeckt die Kolter und enttarnt die verborgene Frau Schnippel. Alle Beteiligten stehen wie begossene Pudel da und erkennen, dass sie gefoppt wurden.

### Fünftes Bild

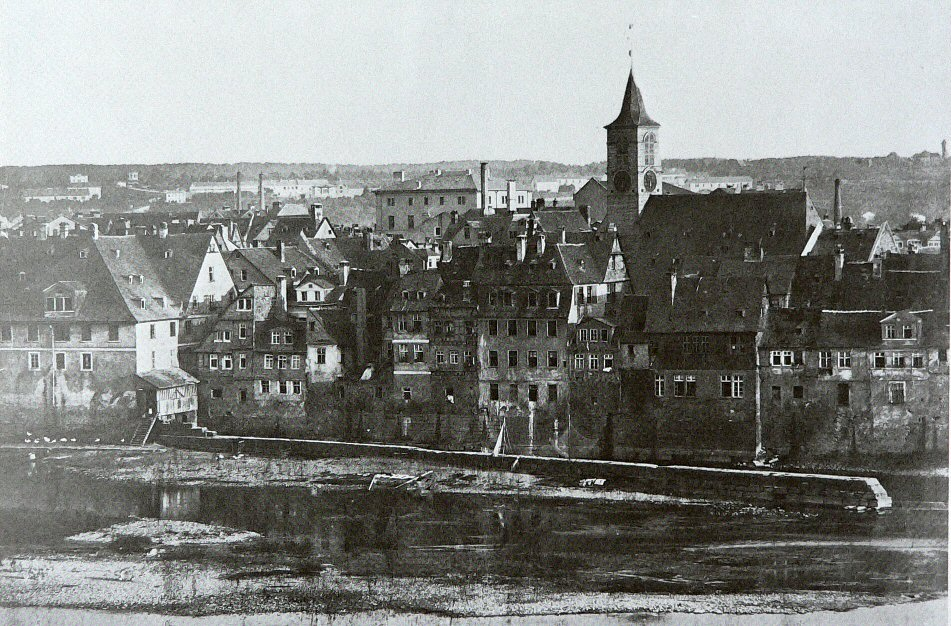
Blick auf Sachsenhausen um 1860

In der Apfelweinwirtschaft der Witwe Funk in Sachsenhausen herrscht Hochbetrieb. Während die Gäste vom bevorstehenden Krieg und astrologischen Prophezeiungen schwadronieren und sich für den Wäldchestag verabreden, lässt Lorchen ihren Tränen freien Lauf. Sie hat ihrem geliebten Heinrich geschrieben, dass sie nach reiflicher Überlegung zu der Überzeugung gekommen sei, dass die beiden doch nicht zusammenpassten.
Frau Funk bittet Niklees Spengler, einen ihrer Gäste, um einen Gefallen. Sie schickt ihn in den Keller zum Abfüllen. Frau Funk schenkt weiter eifrig aus, bis sich ein Gast beschwert: „Ich waaß net, der kimmt mer e bissi dinn vor!“ Entrüstet weist sie den Verdacht zurück, dann eilt sie zur Kellertür: „Niklees, heer uff, sie merkes!“
Da erscheint Heinrich, um Lorchen wegen des Briefes zur Rede zu stellen. Er will nicht akzeptieren, dass Lorchen ihm den Laufpass gibt. Sie schwankt, bleibt aber standhaft. Agathe tritt tiefverschleiert auf und erklärt Lorchen, dass sie kein Interesse an Heinrich habe, sondern ihre Liebe nur der Bühne gehöre. Aber Lorchen lässt sich nicht umstimmen. Da bricht Heinrich in Zorn aus und stürmt davon. Lorchen ist entsetzt über die Folgen ihrer Sturheit und befürchtet, er könne sich etwas antun. Sie schickt Niklees hinter ihm her.
Haspel, der unter den Gästen sitzt, erkennt plötzlich Agathe und macht ihr den Hof. Er drängt sie, sich zu ihm zu gesellen und einen Schluck auf die dramatische Muse und die lorbeerreiche Zukunft zu trinken.
Herr und Frau Muffel und Frau Schnippel kommen auf einem Spaziergang draußen vorbei. Plötzlich wird Muffel von einem brennenden Durst befallen und lässt sich auch von den Bedenken der Frauen nicht von einer Einkehr abhalten. Frau Funk erkennt jedoch in ihm den falschen Friseurgesellen Brenneisen und erklärt, ihren Apfelwein eher in den Main schütten zu wollen als ihn an den Mann auszuschenken, der ihr Lorchen unglücklich gemacht habe. Muffel ist entrüstet: „Emme hiesige Berjer den Ebbelwoi ze versage!“, und besteht auf seinem Bürgerrecht auf einen Schoppen. Gegen die zänkische Beredsamkeit der Witwe Funk bleibt ihm jedoch nur der Rückzug. Agathe, die durch den Streit aus ihrer Zweisamkeit mit Haspel aufgeschreckt wird, will eilends die Wirtschaft verlassen, wird jedoch von ihrer Mutter erkannt und samt ihrem Begleiter am Schlafittchen gepackt. Muffel geht mit der ganzen Gesellschaft ab und beschließt: „Morje ist Verlobung, da hat die Geschicht e End!“
Niklees kommt zurück und bringt Lorchen die Nachricht, dass Heinrich im Gasthof „Zu den drei Hasen“ sitze und ein Bier nach dem anderen trinke.

### Sechstes Bild
Heinrich ergreift die Initiative. Vor der von Muffel angesetzten Verlobungsfeier präpariert er ein Fläschchen mit Lakritzbrühe. Er malt auf das Etikett zwei Totenköpfe und schreibt dazu: „GIFT. Für Herrn Heinrich Muffel, stindlich en Eßlöffel voll“.
Frau Schnippel bereitet die Tafel vor. Agathe erscheint und fällt der Mutter unter Tränen um den Hals. Sie kündigt an, dass sie einen ernsten Schritt vorhabe und bittet ihre liebreiche Mama um Verzeihung. Frau Schnippel ist gerührt, dass das brave Mädchen Vernunft angenommen habe und Heinrich heiraten wolle.
Die Verlobungsgäste erscheinen und nehmen an der Tafel Platz. Während die Bedienten auftragen, hält Muffel eine gefühlvolle Rede: „Es ist diejenige Feier derjenigen Herzen, die dasjenige empfinde, was mer von zwaa die miteanner uffgewachse sin erwarte derf“. Während er noch in Erinnerungen schwelgt, wird er von Haspel unterbrochen, der draußen auf der Straße steht und mit seiner Gitarre ein Ständchen auf die verehrte Agathe bringt. Voller Zorn greift Muffel das erstbeste Gefäß und gießt den Inhalt aus dem Fenster – es ist ausgerechnet die Maibowle!
Wütend setzt er seine Rede fort und bittet die Gesellschaft schließlich, „seine Gläser zu erhebe“ und auf das Wohl des Brautpaares anzustoßen – aber wo ist die Braut? Sie ist verschwunden! Nach hektischer Suche findet Muffel einen Brief Agathes: „Liebe Mama! Die Braut der Kunst kann nicht in einem prosaischen Muffel aufgehen. Ich gehe zum Theater und trete schon morgen auf. Ein Lorbeerblatt, das ich dir sende, betrachte als ein Zeichen meines Erfolges!“
In die Verwirrung platzt Haspel, der Friseur. Er will sich über die unsanfte Abkühlung beschweren. Als er von dem Malheur erfährt, schwört er, die Verlorene aufzuspüren und zu ihrer Mutter zurückzubringen, um sich ihr Vertrauen zu verdienen.

### Siebtes Bild

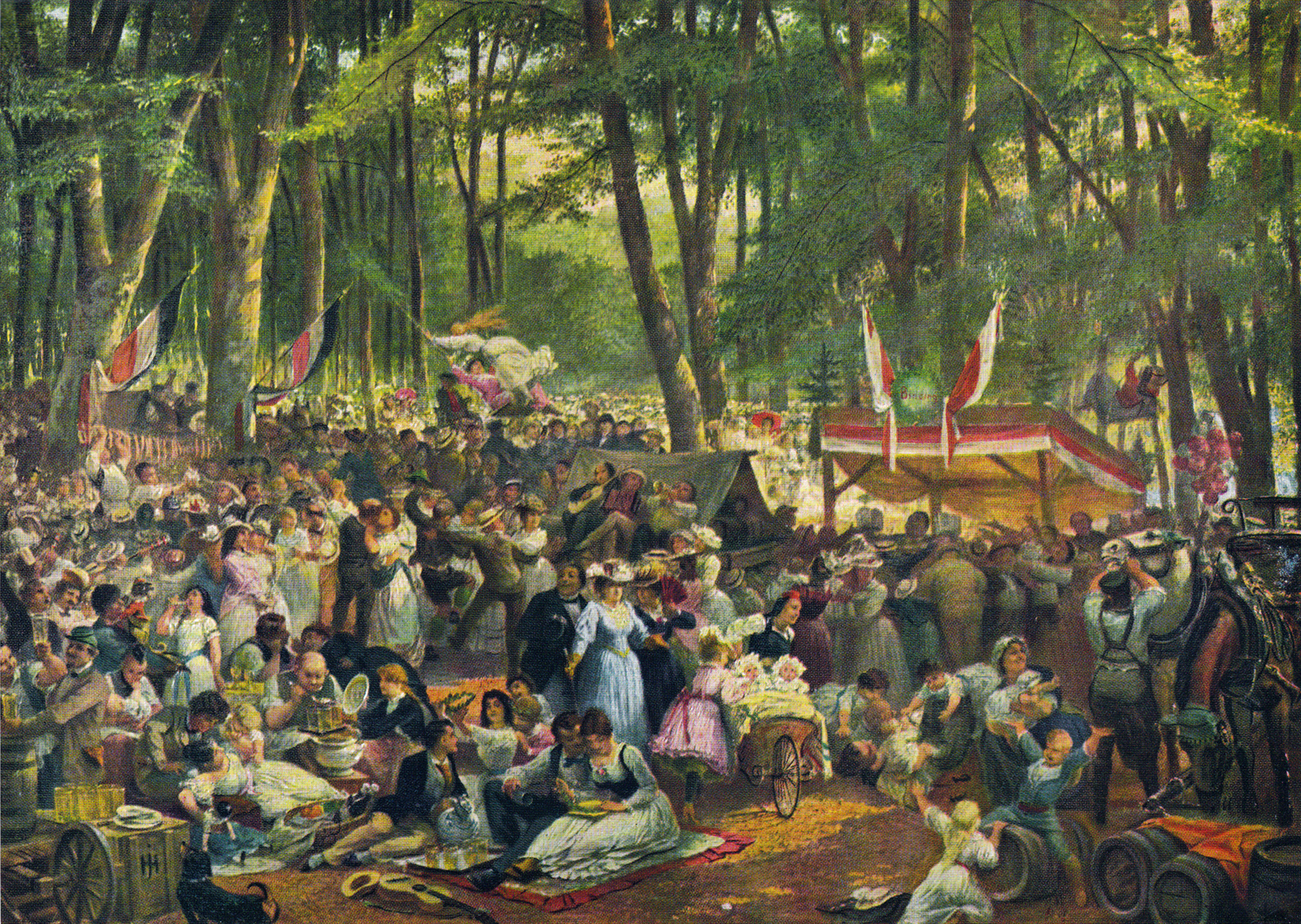
Wäldchestag. Ölgemälde von Heinrich Hasselhorst, 1871

Am Wäldchestag, dem Dienstag nach Pfingsten, trifft sich die ganze Stadt am Oberforsthaus zu einem Volksfest. Frau Funk und Lorchen schenken ihren Apfelwein an die durstigen Wanderer aus. Als Heinrich plötzlich erscheint, ist Lorchen überglücklich.
Muffel, seine Frau und Frau Schnippel sind auch da. In dem Gewimmel haben sie sich jedoch aus den Augen verloren. Während Muffel versucht, sich an eine italienische Sängerin (mit Sachsenhäuser Zungenschlag) heranzumachen, beklagt Frau Muffel, dass ihr der Picknickkorb mit fünf Flaschen Deidesheimer abhandengekommen ist und sie stattdessen mit dem sauren Apfelwein vorliebnehmen muss. Aber zum Glück hat sie ja ihre Universaltropfen dabei, die jedes Getränk veredeln.
Frau Funk erkennt sowohl Muffel als auch seine Frau und überlegt, beiden nochmals kräftig die Meinung zu sagen. Mit Rücksicht auf Heinrich und Lorchen nimmt sie davon Abstand. Da erkennt sie den Totenkopf auf Frau Muffels Fläschchen. Sie glaubt, dass Frau Muffel aus Eifersucht über die Annäherungsversuche ihres Mannes an die Sängerin Selbstmord begehen will und entreißt ihr das Glas. Als Frau Muffel erkennt, dass sie im Begriff war Gift zu trinken, fühlt sie den Tod nahen. Sie sinkt zu Boden.
In diesem Moment bricht das obligatorische Wäldchestags-Gewitter aus. Während die Elemente toben und alle auf der Bühne vor dem Wolkenbruch flüchten, tritt Heinrich auf und erkennt sein Fläschchen mit der Lakritzbrühe. Lachend klärt er den Irrtum auf, und Frau Muffel fühlt sich gleich wie neugeboren.
Als sich das Gewitter verzieht, erscheint Haspel. Er hat Agathe bei einer Schmiere in Langen aufgespürt und kurz vor ihrem ersten Auftritt als Jungfrau von Orleans gegen eine Konventionalstrafe von einem Viertel Apfelwein aus ihrem Engagement gelöst. Agathe ist von ihrer Theaterleidenschaft geheilt. Alle Beteiligten gehen nach Hause.

### Achtes Bild

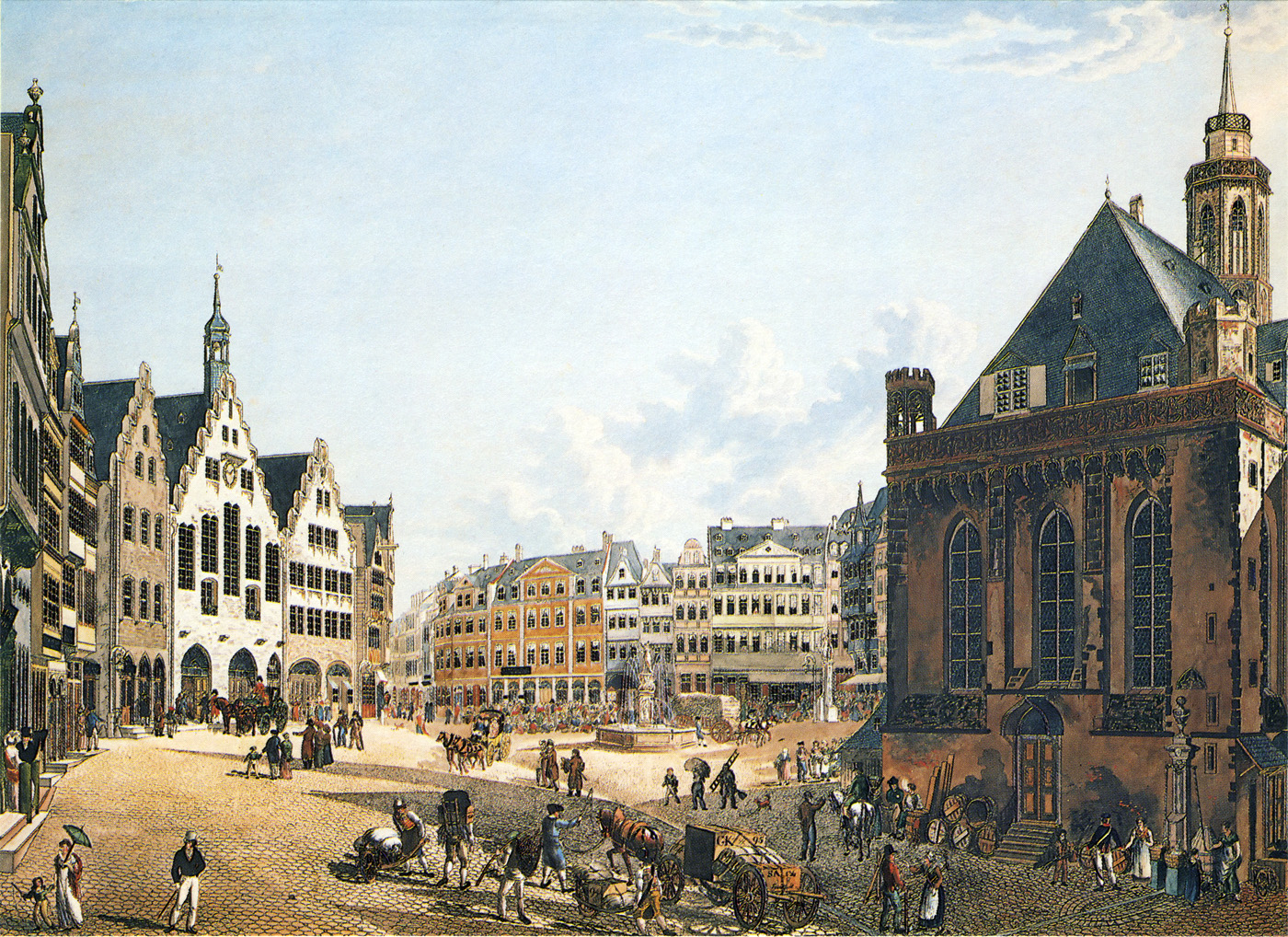
Der Römerberg im 19. Jahrhundert

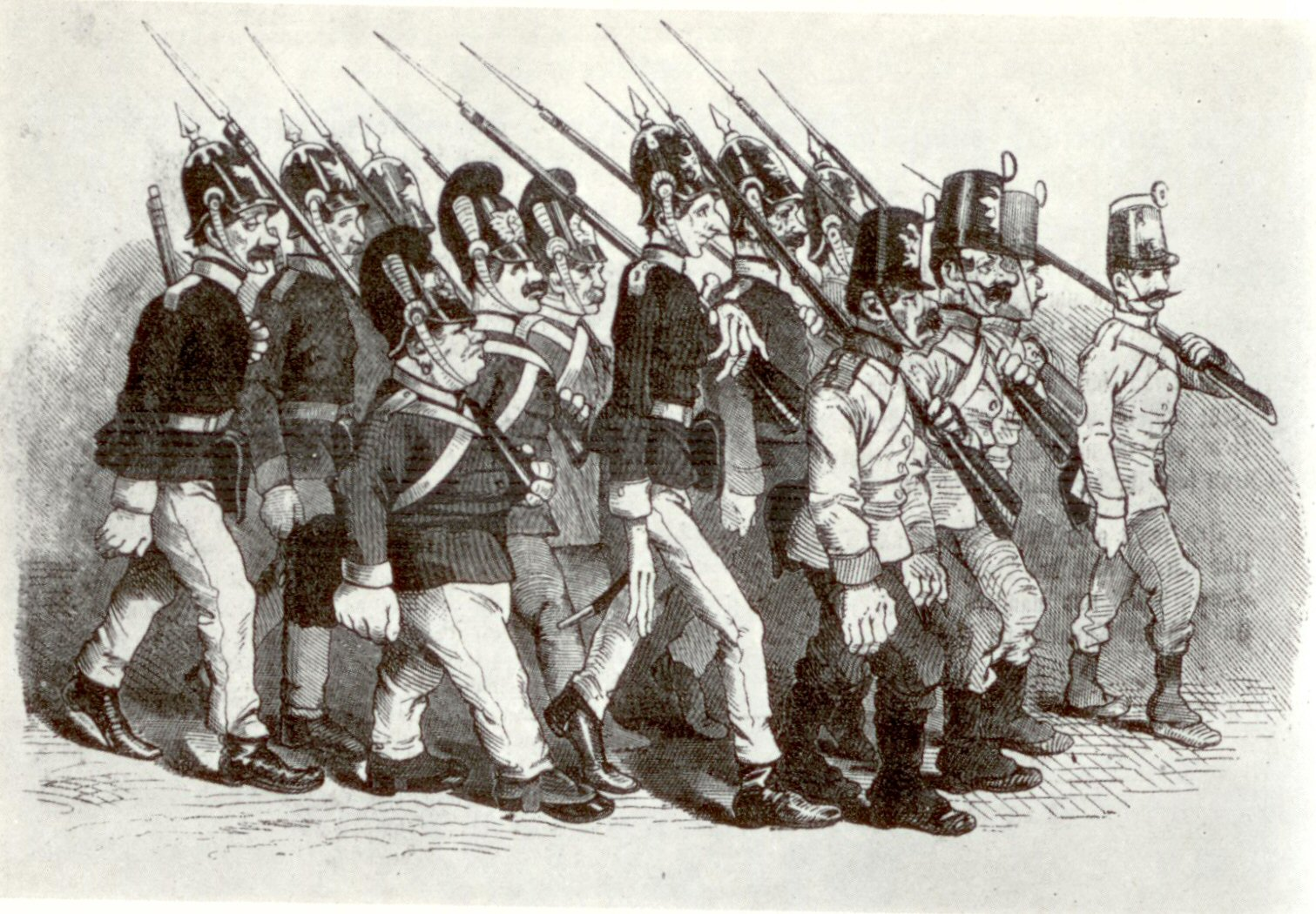
Die gemischte Patrouille

Des anderen Tags bauen Frau Funk und Lorchen ihren Stand auf dem Römerberg auf und verkaufen ihr Gemüse. Heinrich gratuliert Lorchen zum Geburtstag.
Auch Herr und Frau Muffel haben sich zu einem morgendlichen Spaziergang über den Markt entschlossen. Frau Muffel hat ihre Hysterie erkannt und die Konsequenzen gezogen: Alle Arzneifläschchen hat sie in den Kerschel geworfen.
Die gemischte Patrouille aus preußischen, österreichischen, bayerischen und frankfurter Soldaten erscheint auf dem Römerberg. Es bildet sich ein Menschenauflauf, und Muffel folgt ihnen interessiert.
Haspel und Agathe treten auf. Sie bedrängt ihn, bei ihrer Mutter um ihre Hand anzuhalten. Dem Theater soll er entsagen und auch seinen Beruf als Friseur aufgeben, um eine Stelle als Ladendiener bei Muffel anzunehmen.
Plötzlich gibt es einen Tumult: Ein Passant hat den Bundestag einen Jammerlappen geschimpft. Die Patrouille verfolgt ihn, um ihn zu arretieren und auf die Hauptwache abzuführen. Es ist Muffel, der sich gerade noch an Frau Funks Stand retten kann. Geistesgegenwärtig wirft Lorchen ihren Mantel über ihn und tarnt ihn noch mit Gemüse und Salat.
Während die Patrouille unverrichteter Dinge wieder abziehen muss, kommen Frau Muffel und Schnuckes an den Stand. Aufgeregt erzählen sie die Gerüchte, die bereits die Runde machen: Muffel habe den Bundestag in die Luft sprengen wollen und sei dafür in Eisen gelegt und auf der Hauptwache ins Verlies geworfen worden!
Muffel wirft seine Verkleidung ab und klärt den Irrtum auf. Er fühlt sich als Held des Tages, wie damals anno 48, als er fast den Römer gerettet habe. Er segnet Lorchen und schließt sie als seine Schwiegertochter ans Herz. Haspel erkennt seine Chance. Er bittet Muffel um die Stelle als Ladendiener und Frau Schnippel um ihre Tochter. Gerührt stimmen beide zu.
Nur Frau Funk bleibt skeptisch: „No, un wo bleib ich?“ Muffel erklärt: „Sie gewe ihrn Stand uff und ziehe zu uns. Mei Fraa gibt Ihne täglich e Stund Hochdeutsch!“ Frau Funk erklärt kategorisch: „Des iwwerlebt die nie!“, und der Vorhang fällt.

## Rezeptionsgeschichte

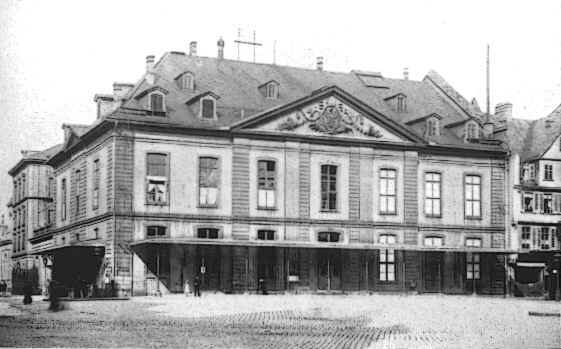
Uraufführung am 31. Dezember 1887 im Frankfurter Comoedienhaus

Stoltze verfasste den Lokalschwank Muffel und Compagnie 1884 innerhalb von sechs Wochen. Da sein am 19. März 1884 am Frankfurter Theater uraufgeführtes Stück Eine gute Partie beim Publikum durchgefallen war, konnte er sein neues Mundartstück drei Jahre lang nicht bei der Intendanz durchbringen. Erst am Silvesterabend 1887 wurde es unter seinem neuen Namen Alt-Frankfurt im alten Frankfurter Comoedienhaus uraufgeführt. Erster Darsteller des Muffel war der Schauspieler Georg Adam Strohecker.
Während und nach der Vorstellung hob sich der Vorhang 69 mal. Dieser Erfolg war der Durchbruch für Stoltze als Bühnenschriftsteller. Das Stück wurde fortan immer wieder mit großem Erfolg inszeniert, unter anderem am Schauspiel Frankfurt und am Volkstheater Frankfurt (zuletzt 1977, 1990 und 1999 in Inszenierungen von Wolfgang Kaus), sowie mehrfach vom Hessischen Rundfunk für das Fernsehen aufgezeichnet. Zahlreiche bekannte Schauspieler wirkten in den Produktionen mit, darunter Mathilde Einzig, Carl Luley, Anny Hannewald, Else Knott, Lia Wöhr, Liesel Christ, Erich Walther und Hans Zürn. In der Fernsehproduktion von 1977 spielte Hilde Sicks die Rolle der Euphrosine Muffel.
Bei heutigen Aufführungen wird das vierte Bild und damit die Rolle des Theaterdirektors Purzler meist gestrichen.